# Turnhout
Turnhout [ˈtɵrnhɑʊ̯t] (Provinz Antwerpen) ist eine Stadtgemeinde in den Kempen, einer Landschaft, die sich auf den Norden Belgiens und den Süden der Niederlande verteilt. Sie liegt verkehrsgünstig an der Europastraße 34 zwischen den Hafenstädten Antwerpen und Duisburg.

## Geschichte
Am Standort des Schlosses der Herzöge von Brabant entwickelten sich im Mittelalter zunächst dörfliche Strukturen, die später den Stadtstatus erhielten, die sogenannte „Stadt und Freiheit“ (Stadt ende Vrijheit). Im Laufe des Mittelalters entwickelte sich Turnhout kontinuierlich zum wichtigen Handels- und Handwerkszentrum. Insbesondere der Tuchhandel und die Zwillichweberei waren verbreitete Berufe in der Stadt. Mehrere Jahrhunderte florierten diese Geschäftszweige, bis Philippus Jacobus Brepols im 19. Jahrhundert die Papierindustrie in der Stadt ansiedelte und zum größten Arbeitgeber wurde.
Im Jahre 1597 besiegte Moritz von Oranien die Spanier in der Schlacht bei Turnhout und trug damit zur Befreiung der sieben Provinzen bei.

## Name
Turnhout wird meist von „Dornholz“ abgeleitet, als frühe Bezeichnung für den Wald um das Schloss. Gelegentlich wird der Name auch als „(Burg-)Tor in das umgebende Holz (den umgebenden Wald)“ gedeutet.

## Wirtschaft
Turnhout ist heutzutage ein Zentrum der Grafikindustrie. In der Stadt ist das Flämische Innovationszentrum der grafischen Industrie beheimatet. Bekannt ist die Stadt auch für die Spielkartenherstellung. Einer der Weltmarktführer, das Unternehmen Cartamundi, hat dort seinen Sitz. Außerdem gibt es noch Papierverarbeitung, Metallindustrie, Elektroindustrie, Lebensmittelverarbeitung und Logistik.
Soudal, der 1966 in Antwerpen gegründete Hersteller von Dicht- und Klebstoffen aus PU-Schäumen, hat seinen Hauptsitz mit Hauptproduktion in Turnhout.

## Politik

### Stadtrat
- PVDA: 1
- Vooruit: 12
- Groen: 1
- CD&V – NVA: 8
- Open VLD: 0
- VB: 11
- Sonst.: 2

Nach der Wahl wurde eine Koalition aus Vooruit und CD&V – NVA. 
 Sie kommen zusammen auf 20 der 35 Sitze.
- PVDA: 2
- Vooruit: 32
- Groen: 16
- CD&V: 35
- CD&V – NVA: 8
- Open VLD: 13
- N-VA: 19
- VB: 32
- Sonst.: 14

Die Flämische Koalition aus CD&V, Vooruit und NVA hätte 
 mit 86 von 171 Sitzen die knappest mögliche absolute Mehrheit.

## Sehenswürdigkeiten
- Beginenhof Turnhout aus dem 13. Jahrhundert (UNESCO-Weltkulturerbe)
- St. Peter (Turnhout), gotisch, reich ausgestattet
- Heilig-Kreuz-Beginenhofkirche von 1665
- Theobalduskapelle (Spätgotisch, 14. Jahrhundert)
- Kapelle van het Heilig Aanschijn am Beginenhof
- Schloss der Herzöge von Brabant aus dem 12. Jahrhundert
- Neoklassizistisches Rathaus
- Neogotisches Bahnhofsgebäude
- Wasserturm aus dem Jahre 1904

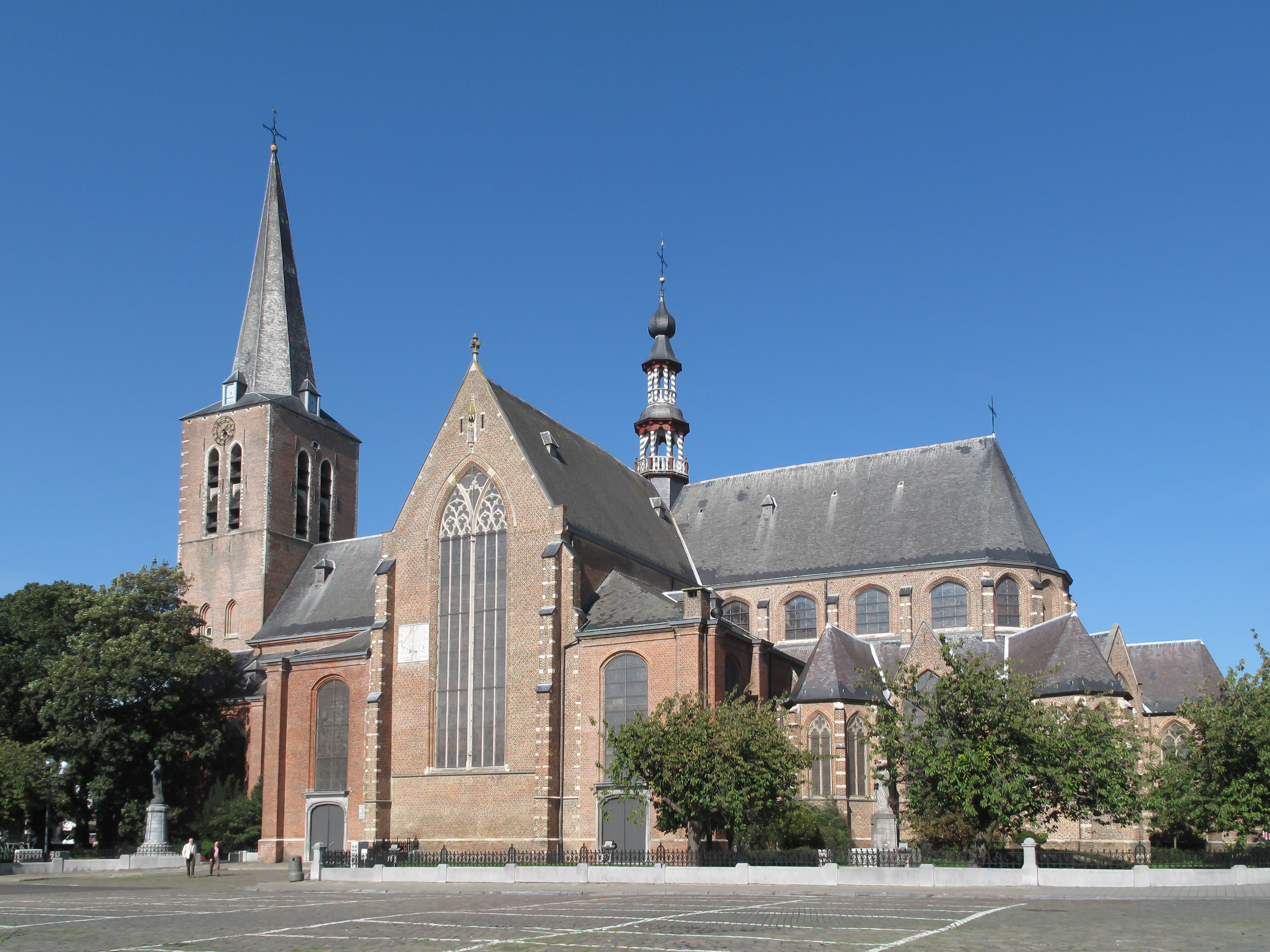
Kirche St. Peter
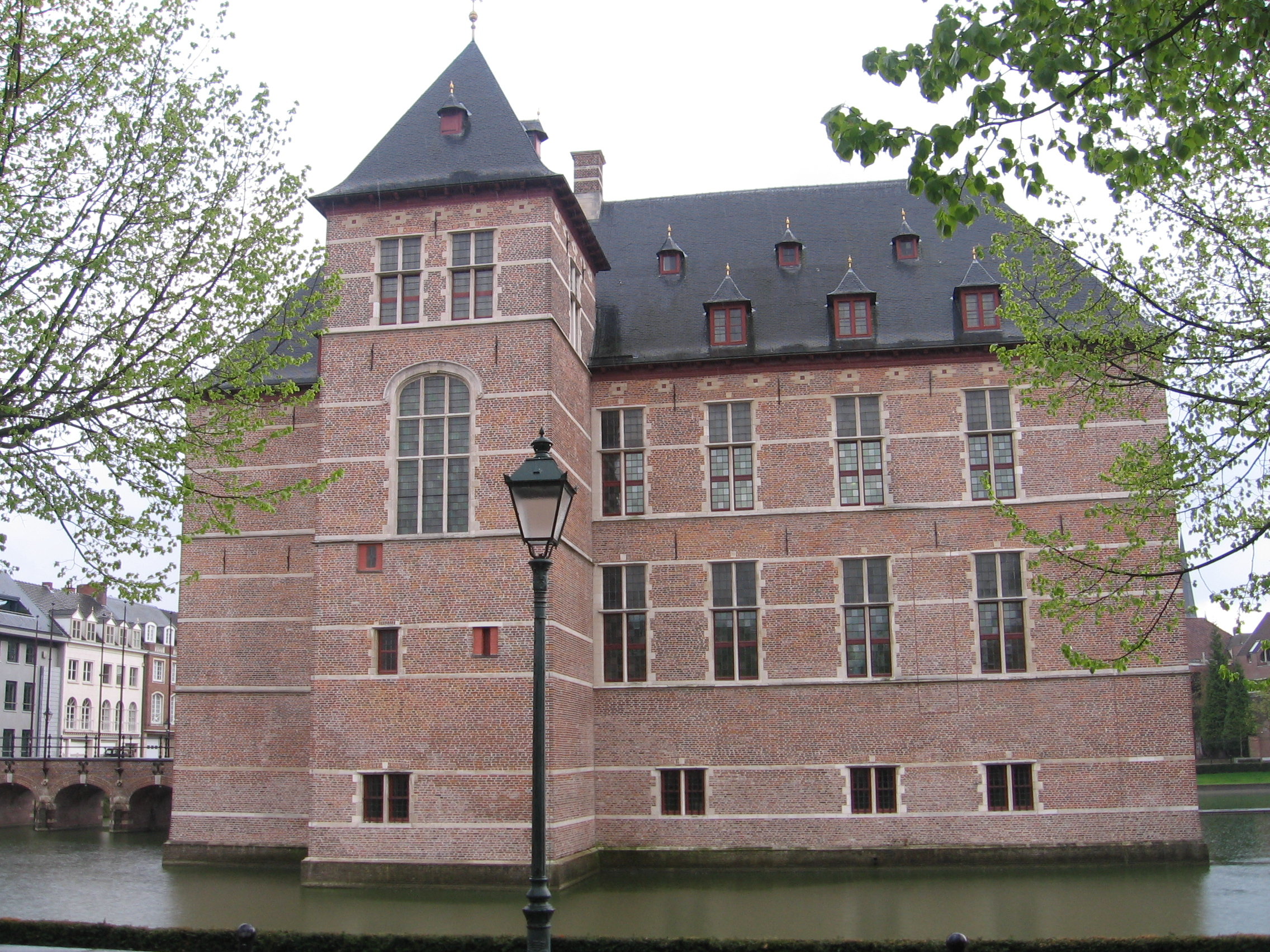
Schloss der Herzoge von Brabant
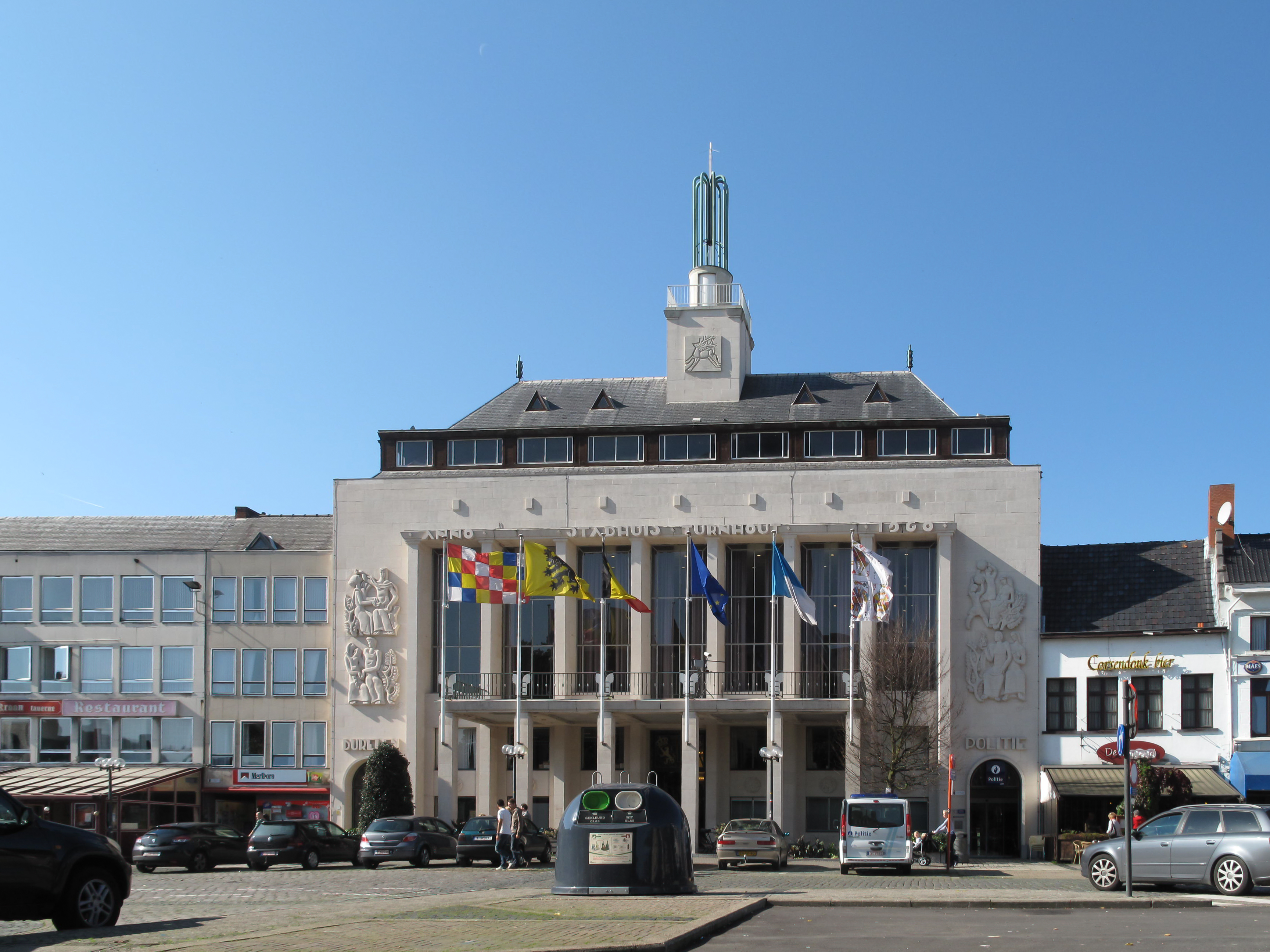
Rathaus
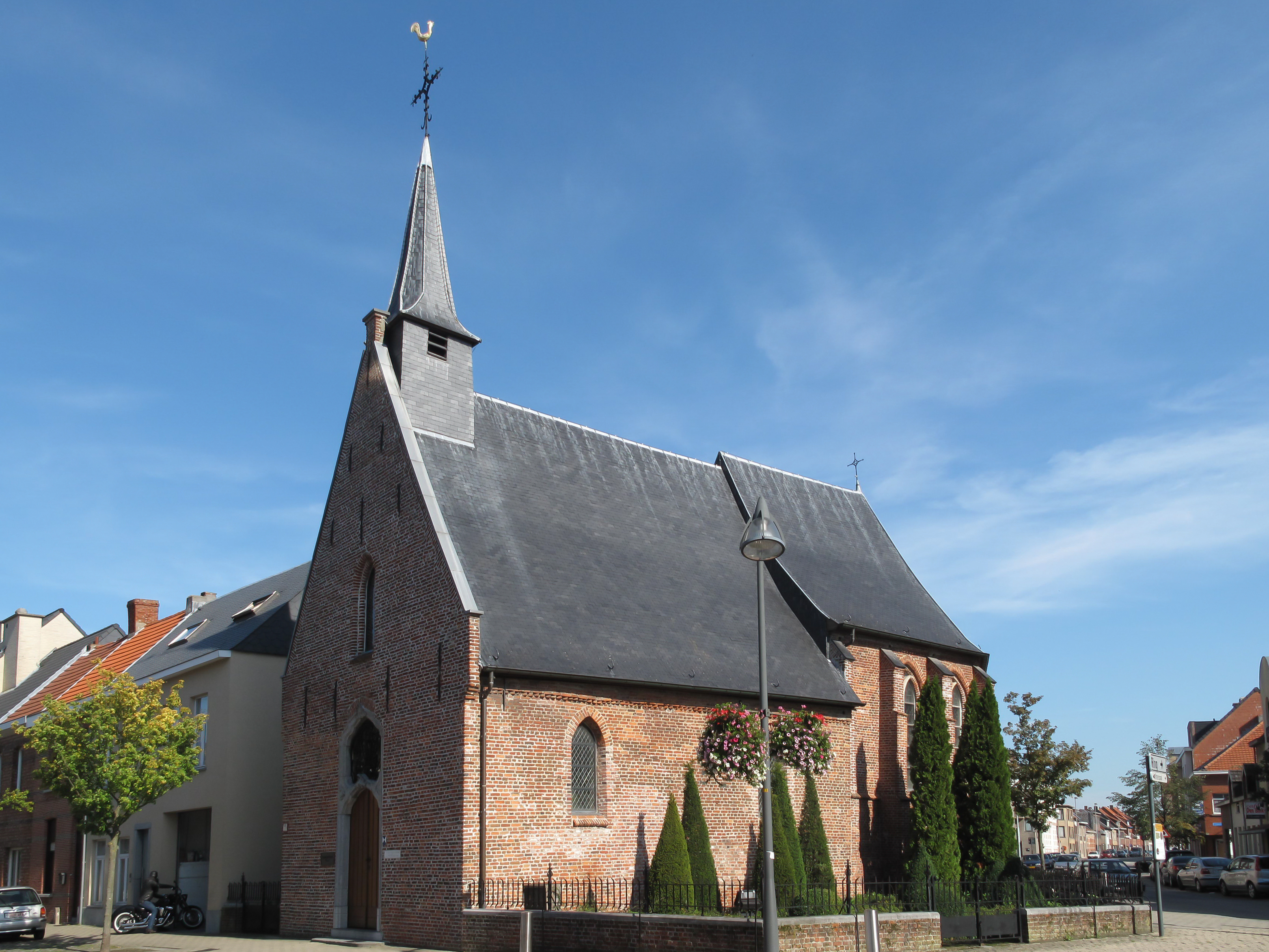
Theobalduskapelle
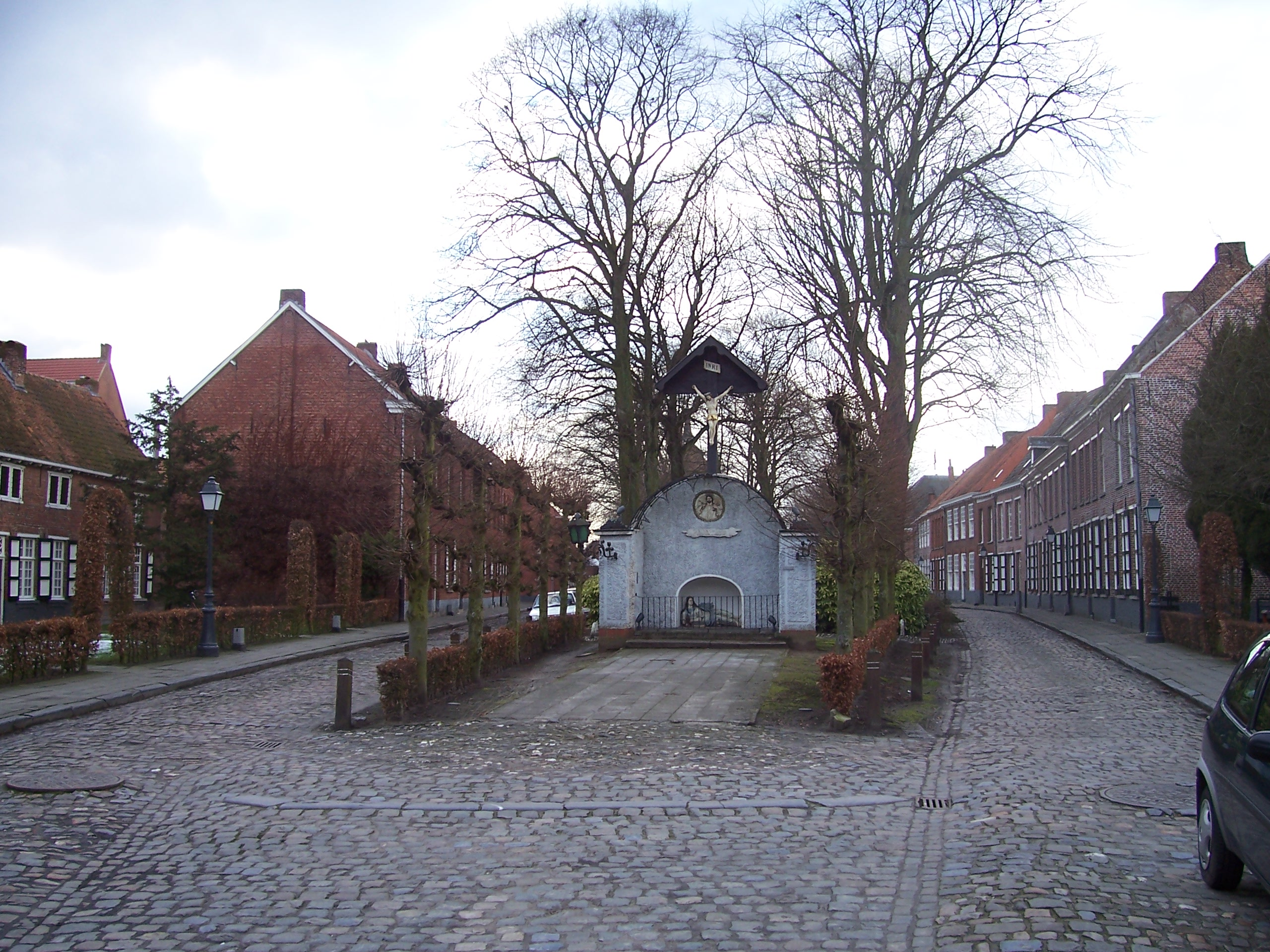
Beginenhof
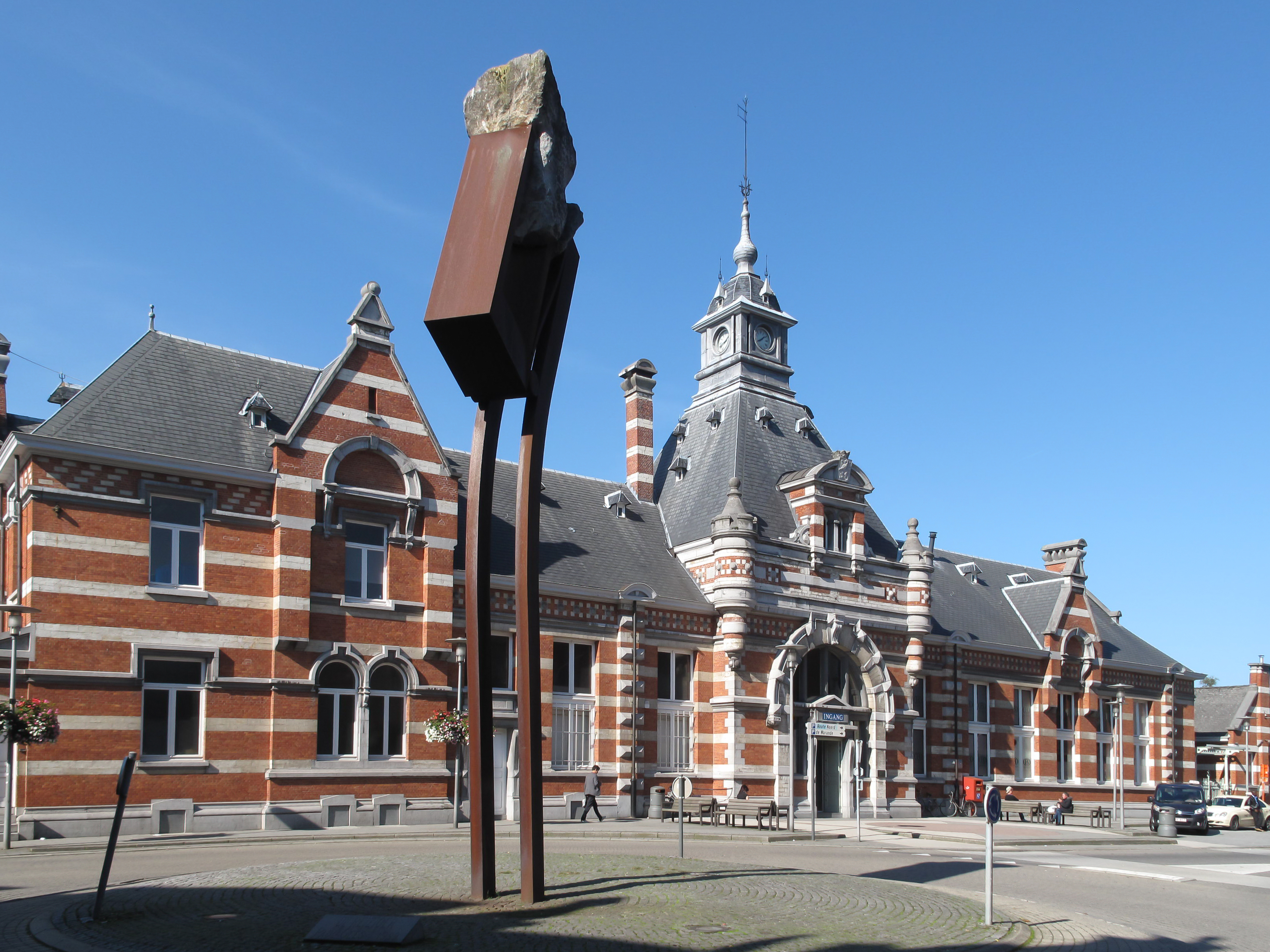
Bahnhof
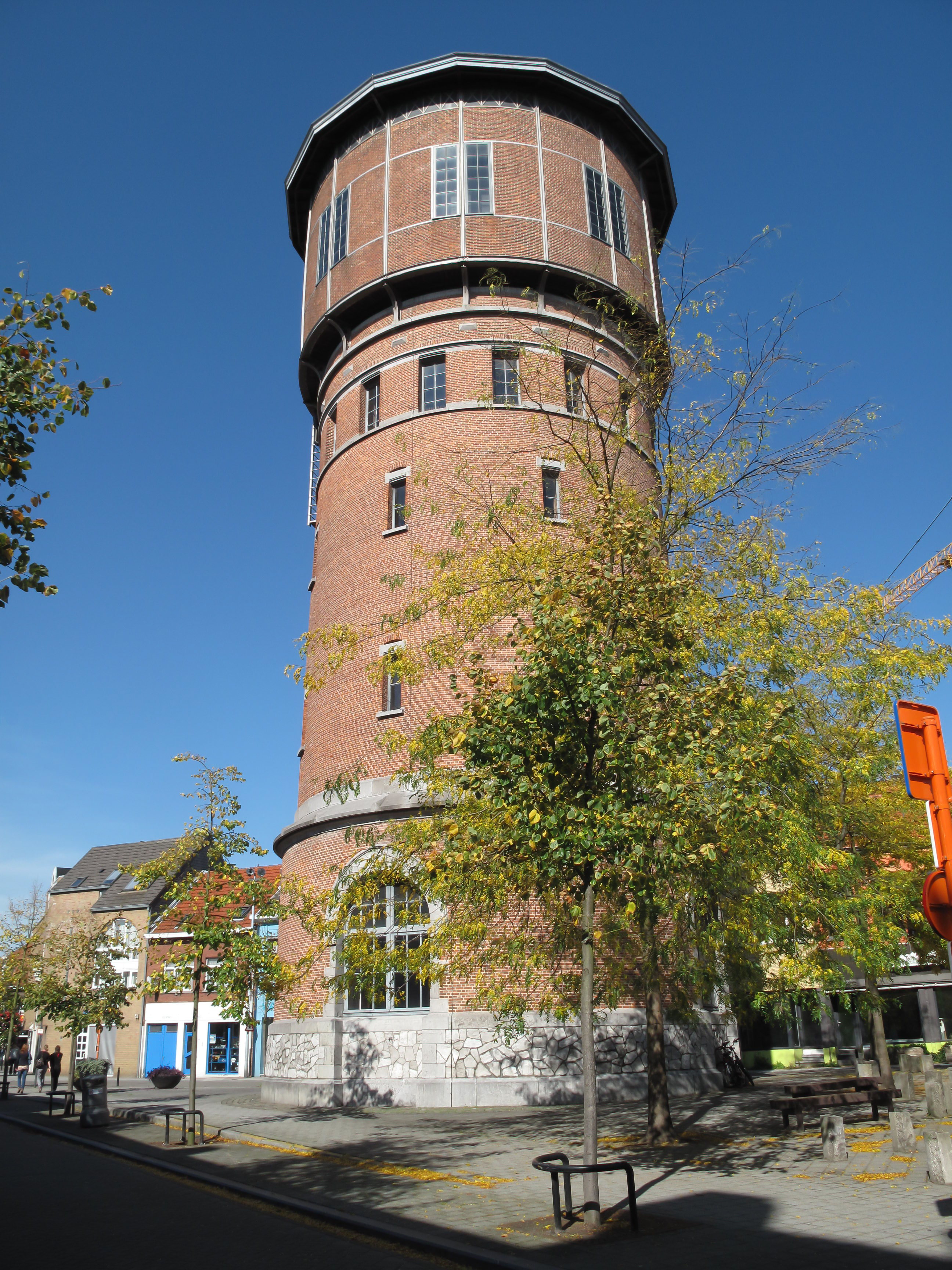
Wasserturm
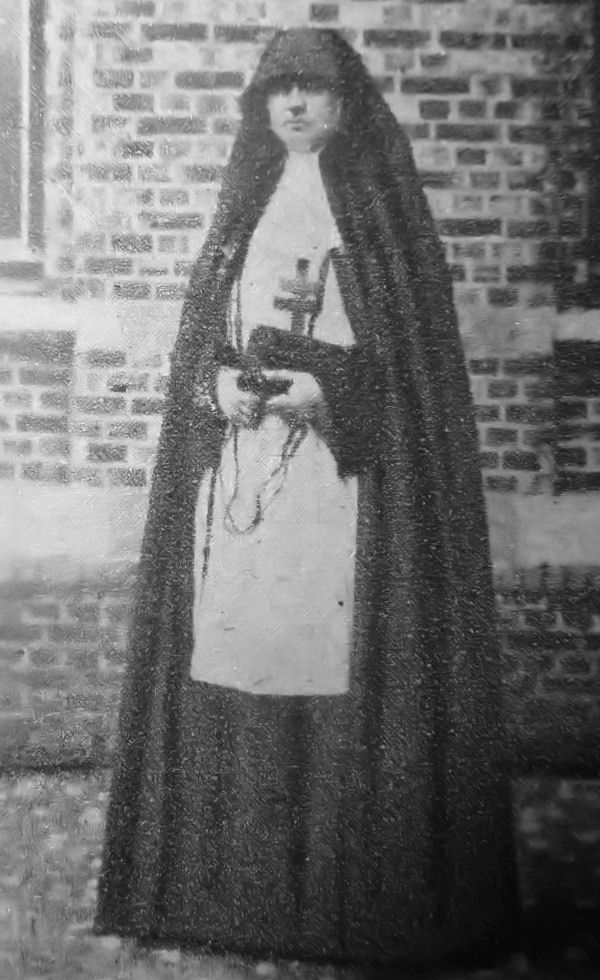
Stephanie am Heilig Grafinstituut (Schwester des Jozef-Ernest Van Roey)

## Söhne und Töchter der Stadt
- Gérard de Turnhout (um 1520–1580), franko-flämischer Komponist der Renaissance
- Godefridus Pelckmans (1854–1904), Kapuziner und Missionsbischof in Indien
- Leo Senden (1888–1944), römisch-katholischer Geistlicher und Märtyrer
- Kamiel van Baelen (1915–1945), Schriftsteller, NS-Opfer
- Paul Janssen (1926–2003), Gründer des belgischen Pharmaunternehmens Janssen Pharmaceutica
- Willy In ’t Ven (* 1943), Radrennfahrer
- Paul In ’t Ven (* 1945), Radrennfahrer
- François Janssens (1945–2024), Fußballspieler
- Micha Marah (* 1953), Sängerin
- Dominique Deruddere (* 1957), Schauspieler, Autor und Filmregisseur
- Michel Vaarten (* 1957), Radsportler
- Peter Wuyts (* 1973), Straßenradrennfahrer
- Björn Haneveer (* 1976), Snookerspieler
- Rob Woestenborghs (* 1976), Duathlet
- David Verdonck (* 1976), Radrennfahrer
- Christof Mariën (* 1977), Straßenradrennfahrer
- Filip Daems (* 1978), Fußballspieler
- Liesbet De Vocht (* 1979), Radrennfahrerin
- Bart Dockx (* 1981), Radrennfahrer
- Hans Van Alphen (* 1982), Zehnkämpfer
- Wim De Vocht (* 1982), Radrennfahrer
- Robin Verheyen (* 1983), Jazzmusiker
- Dirk Van Tichelt (* 1984), Judoka
- Loes Sels (* 1985), Radrennfahrerin
- Elfje Willemsen (* 1985), Bobsportlerin
- Gert Dockx (* 1988), Radrennfahrer
- Joeri Adams (* 1989), Cyclocross- und Straßenradrennfahrer
- Shanne Braspennincx (* 1991), niederländische Radrennfahrerin
- Charlotte Van den Broeck (* 1991), flämische Lyrikerin
- Jorik Hendrickx (* 1992), Eiskunstläufer
- Dries Van Gestel (* 1994), Radrennfahrer
- Celine Van Gestel (* 1997), Volleyballspielerin
- Greet Minnen (* 1997), Tennisspielerin
- Loena Hendrickx (* 1999), Eiskunstläuferin

## Städtepartnerschaften
- Gödöllő, Ungarn
- Hammelburg, Deutschland
- Hanzhong, Volksrepublik China
- Vînători, Rumänien